# Anisolepis grilli
Anisolepis grilli är en ödleart som beskrevs av  George Albert Boulenger 1891. Anisolepis grilli ingår i släktet Anisolepis och familjen Polychrotidae. IUCN kategoriserar arten globalt som livskraftig. Inga underarter finns listade i Catalogue of Life.